# O fortunatos nimium sua si bona norint, agricolas
La locuzione latina O fortunatos nimium, sua si bona norint, agricolas, tradotta letteralmente, significa: Troppo fortunati sarebbero i contadini, se conoscessero i loro beni (Virgilio, Georgiche, Il, 458).
Da questa espressione risulta evidente l'amore del poeta mantovano per la bellezza e l'incanto della vita campestre.